# Barquette

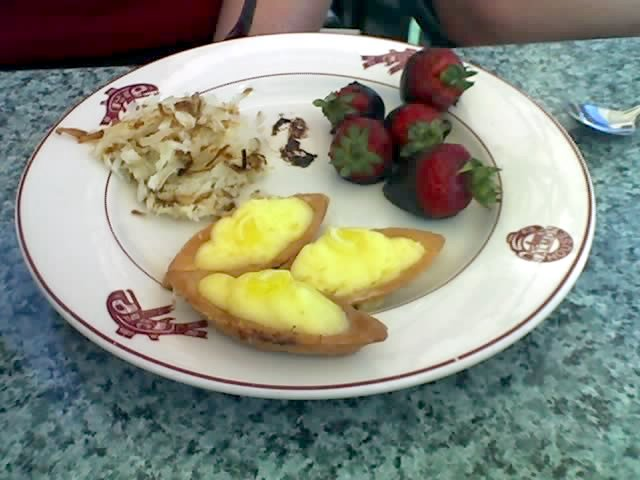

Barquette (französisch für Schiffchen) bezeichnet in der Küchensprache eine kleine, bootförmige Tartelette aus Mürbeteig oder Blätterteig, Barquettes werden blind gebacken und anschließend mit verschiedenen süßen oder herzhaften Zutaten gefüllt. Manchmal werden die Teigschiffchen bereits gefüllt, bevor sie gebacken werden. Herzhafte Barquettes werden heiß oder kalt als Vorspeise serviert, süße Varianten mit Früchten oder Sahne werden kalt als Nachtisch serviert.